# Saint-Paterne-Racan
Saint-Paterne-Racan è un comune francese di 1 722 abitanti situato nel dipartimento dell'Indre e Loira nella regione del Centro-Valle della Loira.

## Società

### Evoluzione demografica
Abitanti censiti